# 김득신 필 풍속도 화첩
김득신 필 풍속도 화첩(金得臣 筆 風俗圖 畵帖)은 대한민국 서울특별시 성북구 간송미술관에 있는, 조선후기 화원 긍재(兢齋) 김득신(金得臣, 1754～1822)이 그린 풍속도 8점으로 이루어진 화첩이다. 2018년 6월 27일 대한민국의 보물 제1987호로 지정되었다.

## 개요
'김득신 필 풍속도 화첩’은 조선후기 화원 긍재(兢齋) 김득신(金得臣, 1754～1822)이 그린 풍속도 8점으로 이루어진 화첩이다. 김득신은 본관이 개성으로, 백부 김응환(金應煥), 동생 김석신(金碩臣), 아들 김하종(金夏鐘)으로 이어지는 조선 후기 대표적인 직업화가[畵員] 가문 출신이었다. 그림은 김홍도의 영향을 많이 받아 산수화, 풍속화에 모두 능했다.
이 화첩은 김득신의 풍속화를 대표할만한 작품으로, 8점 모두 고르게 높은 회화적 수준을 가지고 있다. 상황과 역할에 맞는 인물들의 움직임을 포착해 시선과 감정을 세심하게 표현하였다. 과감하게 배경을 단순화시키고 주인공에 초점을 맞춰 화면상 돋보이게 했으며, 선택적으로 가해진 명암, 소재에 맞게 조화된 다양한 필치 등은 김홍도의 풍속화와 구별되는 김득신 고유의 개성을 돋보이게 하는 요소이다.

## 참고 자료
- 김득신 필 풍속도 화첩 - 국가유산청 국가유산포털